# Vierlande și Marschlande

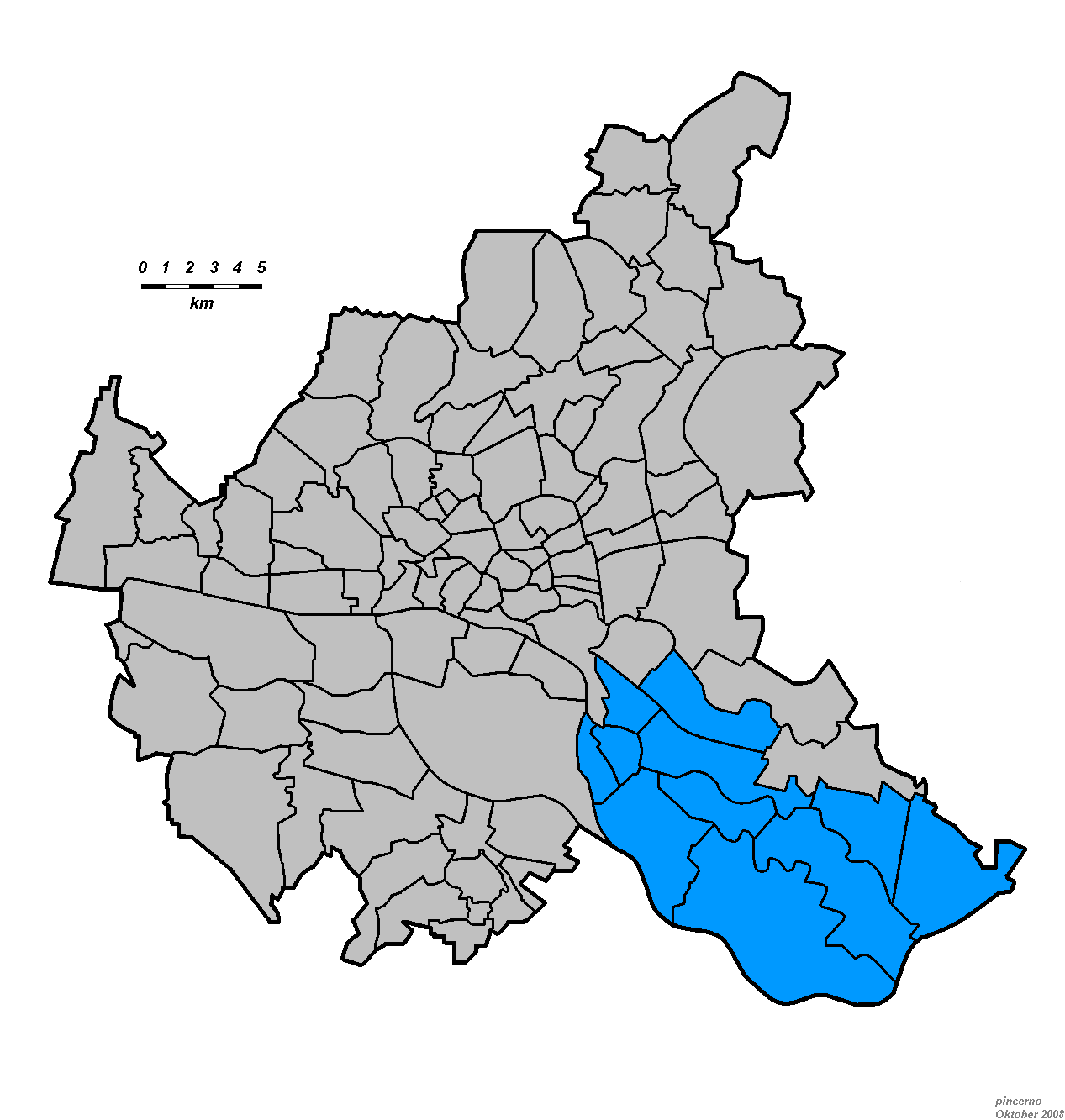
Amplasare Vierlande și Marschlande

Vierlande și Marschlande este un sector din Hamburg care cuprinde 11 suburbii sau cartiere:
Cartiere în Vierlande:
- Altengamme
- Curslack
- Kirchwerder
- Neuengamme

Cartiere în Marschlande:
- Allermöhe
- Billwerder
- Moorfleet
- Ochsenwerder
- Reitbrook
- Spadenland
- Tatenberg